# SG Bromberg
Die Sportgemeinschaft Bromberg war während des Zweiten Weltkriegs ein deutscher Sportverein aus der Stadt Bydgoszcz (Bromberg) im besetzten Polen.

## Geschichte
Der Verein wurde am 24. Februar 1940 gegründet. Die Gründungsversammlung fand im Haus der Ruder Clubs "Frithjof" statt. Zum ersten Vereinsführer wurde ein Mann namens Daniel gewählt, der vor dem Krieg bei Polonia Bydgoszcz Fußballer war. Die SG Bromberg hatte 10 Abteilungen, darunter Fußball, Handball, Leichtathletik, Basketball, Kleinkaliberschießen und Boxen. Später war ein Mann namens Becker der Vereinsführer, der 1939 nach Bromberg versetzt worden war, wo er Stellvertreter des Bezirksportführers des Nationalsozialistischen Reichsbund für Leibesübungen gewesen ist, davor war u. a. Schiedsrichter in Danzig. Ihr erstes Spiel am 14. April 1940 verlor die SG gegen eine Soldatenelf der Wehrmacht 0:3.

### In der Gauliga
In der Saison 1941/42 wurden die Bromberger Meister der Staffel A, des Bezirkes III (Bromberg). In den Spielen um die Bezirksmeisterschaft gegen den Sieger der Staffel B, den SV Thorn wurden sie nach einer 5:1-Sieg und einer 1:4-Niederlage, Bezirksmeister. Nach Aufstiegsspielen stiegen sie in die Gauliga auf. 

#### Aufstiegsspiele
| Datum         | Heim                | Gast             | Ergebnis |
| ------------- | ------------------- | ---------------- | -------- |
| 7. Juni 1942  | SG Bromberg         | HUS Marienwerder | 4:5      |
| 14. Juni 1942 | LSV Danzig          | SG Bromberg      | 2:5      |
| 20. Juni 1942 | SG Bromberg         | LSV Danzig       | 1:2      |
| 4. Juli 1942  | SV Thorn            | SG Bromberg      | 1:2      |
| 11. Juli 1942 | BSG Schichau Elbing | SG Bromberg      | 2:9      |
| 18. Juli 1942 | SG Bromberg         | SV Thorn         | 4:1      |
| 26. Juli 1942 | TV Ohra             | SG Bromberg      | 3:11     |

Gleich im ersten Spiel in der Gauliga besiegten sie mit 9:0 Toren die SG OrPo Danzig. Im Spieljahr 1942/43 belegten sie den 5. Platz. Lange Zeit hatten sie auf dem 2. Tabellenplatz gestanden.
Die Sportgemeinschaft Bromberg nahm in der Spielzeit 1943/44 in der Tabelle der Gauliga Danzig-Westpreußen den 7. Platz ein. 
Die Bromberger hatten in ihren Reihen eine Zahl guter Gastspieler aus allen Teilen des Reiches sowie zwei bis drei Fußballer, die bereits früher als Angehörige der deutschen Minderheit in der polnischen Liga gespielt hatten. Neben einer starken Hintermannschaft gab es einen bestens aufgelegten Sturm, der sich immer wieder durchzusetzen verstand. Spielführer der Elf war Verteidiger Erich Weber, vorher VfR Hansa Elbing und MSV Hermann-Balk Elbing. Er hatte früher in der Elbinger Stadtelf gespielt. Zu den weiteren Stützen der Mannschaft gehörte der linke Läufer Motzel aus Köln. Er hatte als Soldat für kurze Zeit für den MSV Hermann-Balk Elbing gespielt und war auch in der Auswahl Danzig-Westpreußens zum Zuge gekommen. Der Star der Angriffsreihe war der Mittelstürmer Drognitz, zuvor bei Guts Muts Dresden. Für ihn öffnete der Spielmacher des Angriffs, der Halbrechte Adalbert Krumbügel, vorher Danziger SC, die Gassen. Er war der Senior der Elf, seine Glanzzeiten lagen in den Jahren 1926 bis 1932. Nach dem Kriege spielte er noch für den SV Bad Segeberg, zuletzt in der Alten-Herren-Elf.

### Das „Aus“ im Herbst 1944
Nur noch in Danzig-Westpreußen und in Pommern begann am 23. Juli 1944 der Start in die Spielzeit 1944/45. Wegen der schwierigen Verkehrsverhältnisse waren nur noch die Mannschaften aus Danzig und dem Raum Gotenhafen in der höchsten Spielklasse vertreten. Die Vereine aus Thorn, Bromberg und Elbing wurden in ihren Städten der Bezirksliga zugewiesen. Der neuen Bereichsklasse gehörten auch die beiden Aufsteiger WKG Kriegsmarine Gotenhafen und WKG Kriegsmarine Oxhöft an. Auch die beiden Absteiger Preußen Danzig und Post SG Danzig spielten weiter in der höchsten Spielklasse. Der totale Krieg und die zusammenbrechenden Fronten verhinderten jedoch weiteren Spielbetrieb. Anfang Oktober wurden auch alle Militär- und Luftwaffen-Sportvereine aufgelöst.